# Язовка (Хорватія)
45°45′24″ пн. ш. 15°23′24″ сх. д. / 45.756666666667° пн. ш. 15.39° сх. д.
Язовка (хорв. Jazovka) — карстове провалля у Хорватії, у лісі поблизу села Сошиці у горах Жумберак. Охоронювана пам'ятка культури. Сумновідоме як місце масових страт і поховань хорватів під час і після закінчення Другої світової війни, загиблих від рук югославських партизанів.
Складається зі вхідної частини, схожої на колодязь завглибшки близько 34 м, на дні якої міститься видовжена похила частина завдовжки близько 15 м.
У 2020 році з провалля ексгумовано останки 814 жертв, серед яких вояки фашистської маріонеткової Незалежної Держави Хорватія, що їх убили партизани після захоплення Крашича у січні 1943 року, та поранені хорватські вояки, медичний персонал і католицькі черниці, яких насильно вивезли з лікарень і знищили вояки Югославської армії у травні і червні 1945 року.

## Історія
Вважається, що першими жертвами були бійці збройних сил Незалежної Держави Хорватія, захоплені партизанськими військами після бою біля Крашича в січні 1943 року. Декого, ймовірно, розстріляли перед тим, як скинути в яму, а деяких могли вкинути живими.
Пізніше, у 1945 році, партизани використали яму для таємної утилізації тіл військовополонених після репатріації з Бляйбурга. Туди також скидали поранених хорватських вояків, медпрацівників і католицьких черниць.
Попри те, що місцеве населення зберегло пам'ять про ці події, комуністична влада придушувала будь-яке визнання причетності партизанів до цих убивств воєнного часу. Місце стало широко відоме громадськості після повалення комуністичного режиму в Хорватії в 1990 році, коли там знайшли понад 800 скелетів.
Відтоді католицька церква в Хорватії організовує щорічне паломництво до цього місця. Його проводять 22 червня і приурочують до Дня антифашистської боротьби. Доріжку до ями від сусіднього села церква вистелила зображеннями хресної дороги. За повідомленнями, ця подія популярна серед членів маргінальних правих груп у Хорватії.